# 함기호
함기호(咸基浩, 1961년 ~ )는 아마존 웹 서비스 코리아 대표이사 사장에 재직 중인 대한민국의 기업인이다. 본관은 양근이다.

## 학력
- 보성고등학교
- 서울대학교 기계설계학 2년수료
- 서던캘리포니아 대학교 기계공학 학사
- 카네기멜론 대학교 대학원 기계공학 석사
- 서울대학교 최고산업경영자과정 수료
- 하버드대 최고전략과정 수료

## 경력
- 2007.05 ~ 2011.04 : 한국휴렛팩커드 부사장
- 2011.04 ~ 2020.09 : 한국휴렛팩커드 대표이사
- 2020.10 ~ 현재 : 아마존 웹 서비스 코리아  대표이사